# Вудбери (Њу Џерзи)
Вудбери (енгл. Woodbury) град је у америчкој савезној држави Њу Џерзи. По попису становништва из 2010. у њему је живело 10.174 становника.

## Демографија
Према попису становништва из 2010. у граду је живело 10.174 становника, што је 133 (1,3%) становника мање него 2000. године.
| Група             | 2000.         | 2010.         |
| Белци             | 7.290 (70,7%) | 6.226 (61,2%) |
| Афроамериканци    | 2.353 (22,8%) | 2.534 (24,9%) |
| Азијати           | 102 (1,0%)    | 130 (1,3%)    |
| Хиспаноамериканци | 406 (3,9%)    | 1.085 (10,7%) |
| Укупно            | 10.307        | 10.174        |